# Opactwo benedyktynów św. Macieja w Trewirze
Opactwo benedyktynów św. Macieja (niem. Benediktinerabtei St. Matthias) – placówka rzymskokatolickiego zakonu benedyktynów znajdująca się w niemieckim mieście Trewir.

## Historia
Za czasów rzymskich katolicki ośrodek kultu znajdował się poza murami miejskimi. Założono go nad grobem świętych Euchariusza i Waleriusza, pierwszych biskupów Trewiru. Informuje o tym napis fundacyjny z połowy V wieku, wykonany za pontyfikatu bpa Cyryliusza, którego również tu pochowano. Kościół został świątynią klasztorną, w VIII wieku jego patronem został św. Euchariusz. W 882 roku kompleks został zniszczony podczas najazdu Normanów.
Około 977 roku działająca tu wspólnota przyjęła regułę benedyktyńską przy wsparciu ze strony opata z Gandawy. Pod koniec X wieku, za pontyfikatu biskupa Egberta, wzniesiono nową świątynię, z której zachowała się zachodnia część krypty. Na początku XII wieku placówka znalazła się pod wpływami klasztoru w Hirsau i rozwijającego się w nim ruchu reformatorskiego. Podjęto wówczas decyzję o rozbiórce starej świątyni i budowie nowej. Podczas prac rozbiórkowych odkryto relikwie św. Macieja, które uczyniły kompleks celem dla pielgrzymów. Od tego czasu placówka nosi obecne wezwanie. W 1148 papież Eugeniusz III konsekrował wciąż nieukończoną świątynię.
Na przełomie XV i XVI wieku romańskie sklepienia zastąpiono gotyckim sklepieniem sieciowym, wykonano maswerkowe okna i wydłużono prezbiterium. Przy opactwie funkcjonował wówczas szpital św. Mikołaja i dom dla trędowatych Estricher Hof. Klasztor ucierpiał podczas najazdu margrabiego Albrechta Alcybiadesa w 1552 roku, w okresie wojny trzydziestoletniej i podczas wojen z Francją. W XVIII wieku powstały barokowe portale zdobiące fasadę, a po pożarze z 1783 roku wzniesiono klasycystyczne zwieńczenie wieży.
W 1802, podczas okupacji napoleońskiej, placówkę zlikwidowano, a teren dawnego klasztoru rozparcelowano. Kościół klasztorny został siedzibą parafii obsługiwanej przez duchowieństwo diecezjalne, funkcję plebanii pełnił budynek dawnej karczmy. Ostatni z mnichów zmarł w 1837 roku. Około 1840 roku relikwiarz św. Macieja, stojący pośrodku świątyni od XII wieku, przeniesiono do prezbiterium, a kryptę skrócono o dwa przęsła. Z powodów finansowych zrezygnowano z dalszych prac renowacyjnych. Od końca lat 80. XIX wieku starano się o powrót benedyktynów do Trewiru. W latach 1914–1919 świątynię wyremontowano i udekorowano neogotyckimi malowidłami. 20 marca 1920 papież Benedykt XV wyniósł kościół do godności bazyliki mniejszej.
22 października 1922 do dawnych zabudowań klasztornych przeniesiono zakonników z austriackiego Seckau, uroczystej mszy ponownie wprowadzającej bernardynów do kompleksu przewodniczył biskup Trewiru Franz Rudolf Bornewasser. W 1927 przeniesiono tu przechowywane dotychczas w katedrze relikwie głowy św. Macieja. W latach 1931–1932 pozostałe zabudowania dawnego klasztoru wróciły w ręce benedyktynów. W 1938 zakwaterowano tu wojska nazistowskie, a w 1941 placówka została zamknięta przez Gestapo. Zakonnicy przenieśli się do opactwa Maria Laach, w 1945 wrócili do Trewiru. W 1958 będący w złym stanie technicznym kościół zamknięto, otwarto go ponownie po remoncie w 1967 roku. W 1964 rozpoczęto wznoszenie budynku tzw. instytutu anglikańskiego, w którym ostatecznie ulokowano m.in. pomieszczenia administracyjne i bibliotekę. W połowie lat 80. odrestaurowano elewacje bazyliki.

## Opis kompleksu
Główną częścią kompleksu jest bazylika. Reprezentuje ona styl romański, część sklepień i okien ma cechy gotyckie, portale fasady są barokowe, a zwieńczenie wieży – klasycystyczne. Jest trójnawową bazyliką filarową. Ołtarz główny i ambona umiejscowione są na skrzyżowaniu naw. Pośrodku nawy głównej od 1927 znajduje się relikwiarz św. Macieja. W południowym ramieniu transeptu znajdują 39-głosowe, trójmanuałowe organy, wykonane w 1977 roku przez warsztat Karl Schuke Berliner Orgelbauwerkstatt. Od 1965 na wieży kościoła zawieszonych jest pięć dzwonów, odlanych w ludwisarni Mabilon w Saarburgu, o tonach c', d', e', g' i a'.
Od południa do bazyliki dostawione są zabudowania klasztorne wraz z XIII-wiecznymi krużgankami otaczającymi dziedziniec. Na wschód od bazyliki, przy cmentarzu, znajduje się wczesnogotycka kaplica Mariacka. Jest budowlą jednonawową, zamkniętą absydami z obu stron. Na cmentarzu znajduje się również konsekrowana w 1287 roku kaplica św. Kwiryna.

## Galeria

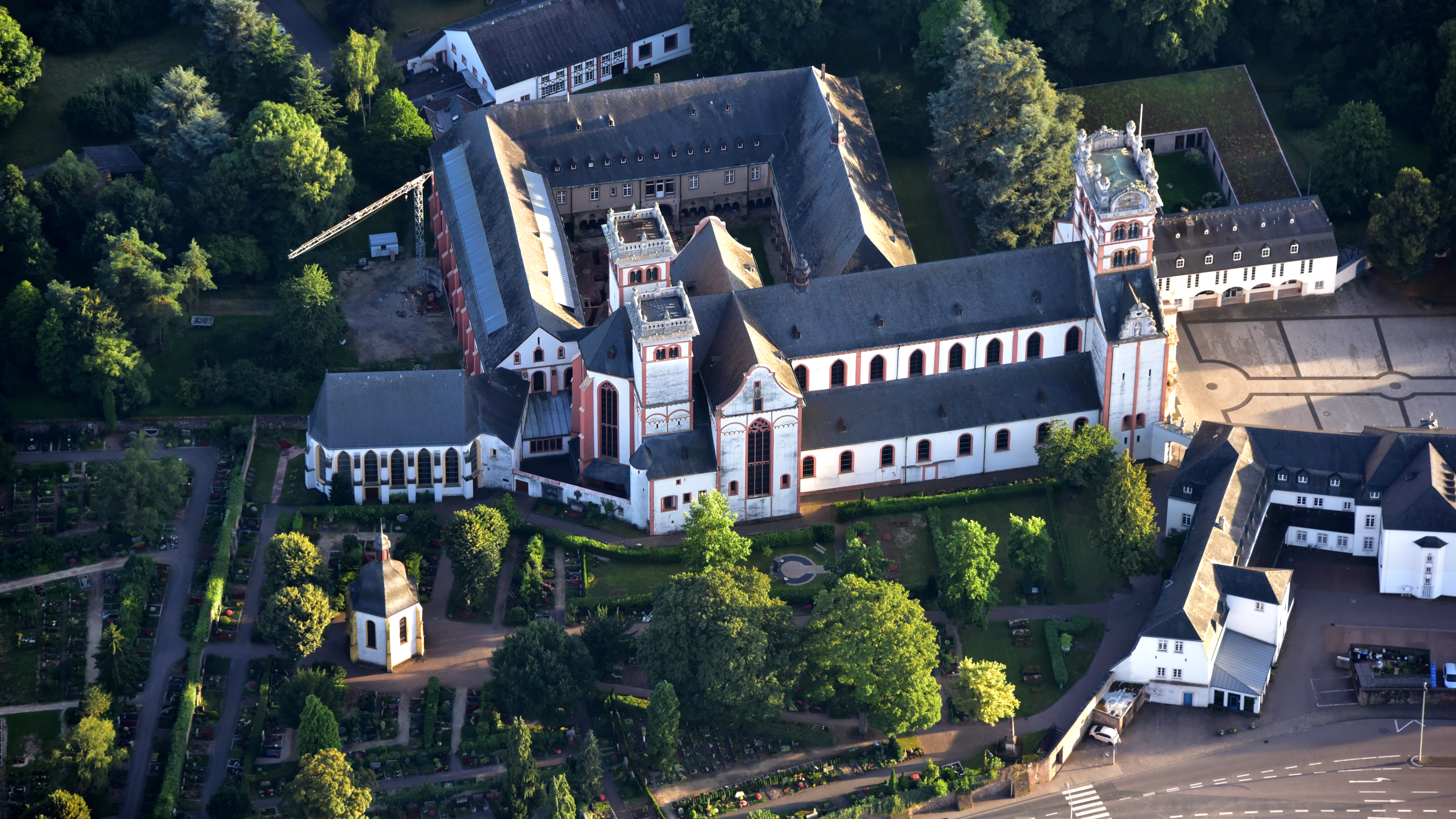
Widok na kompleks z lotu ptaka
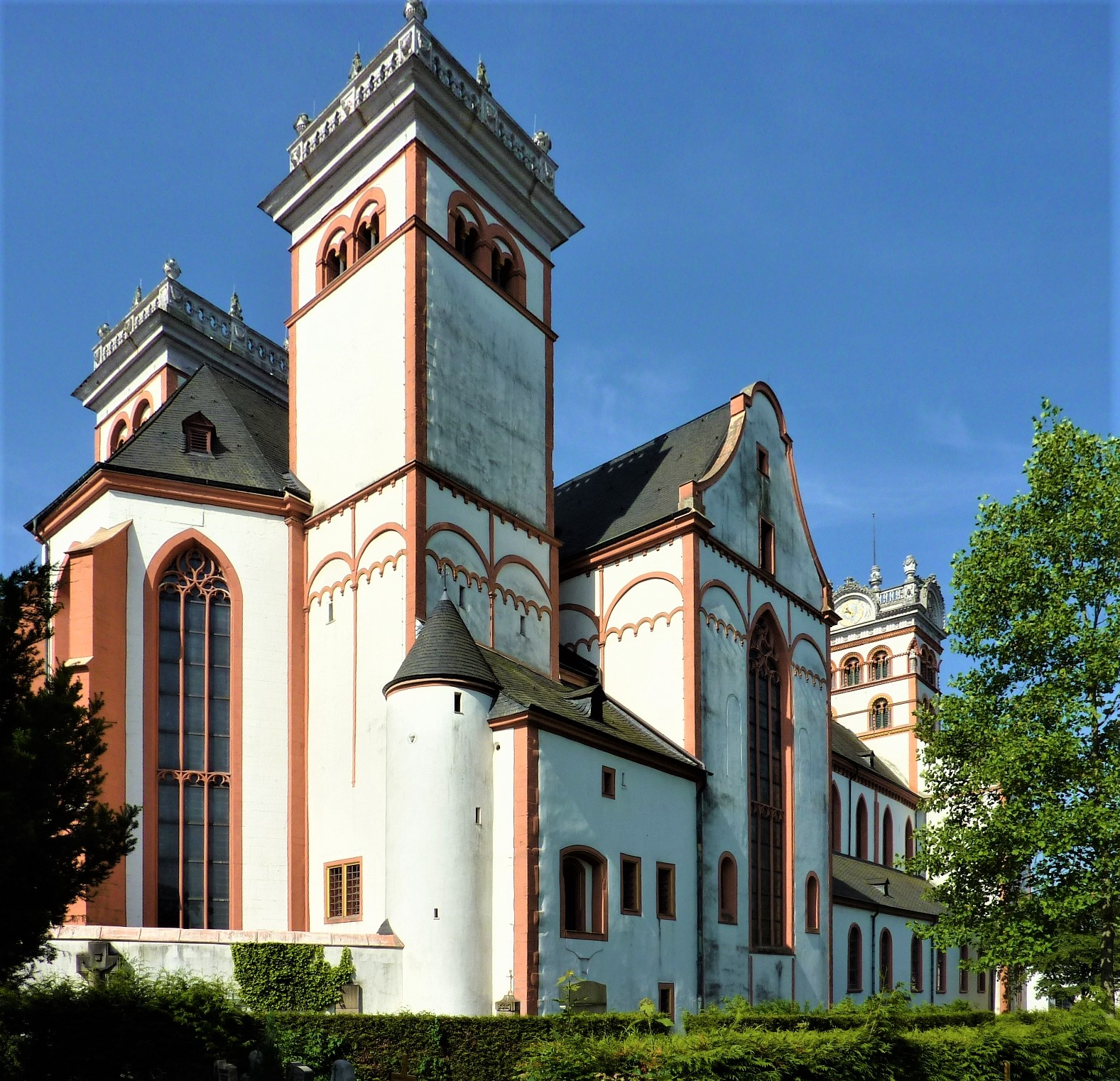
Widok na świątynię z północnego wschodu
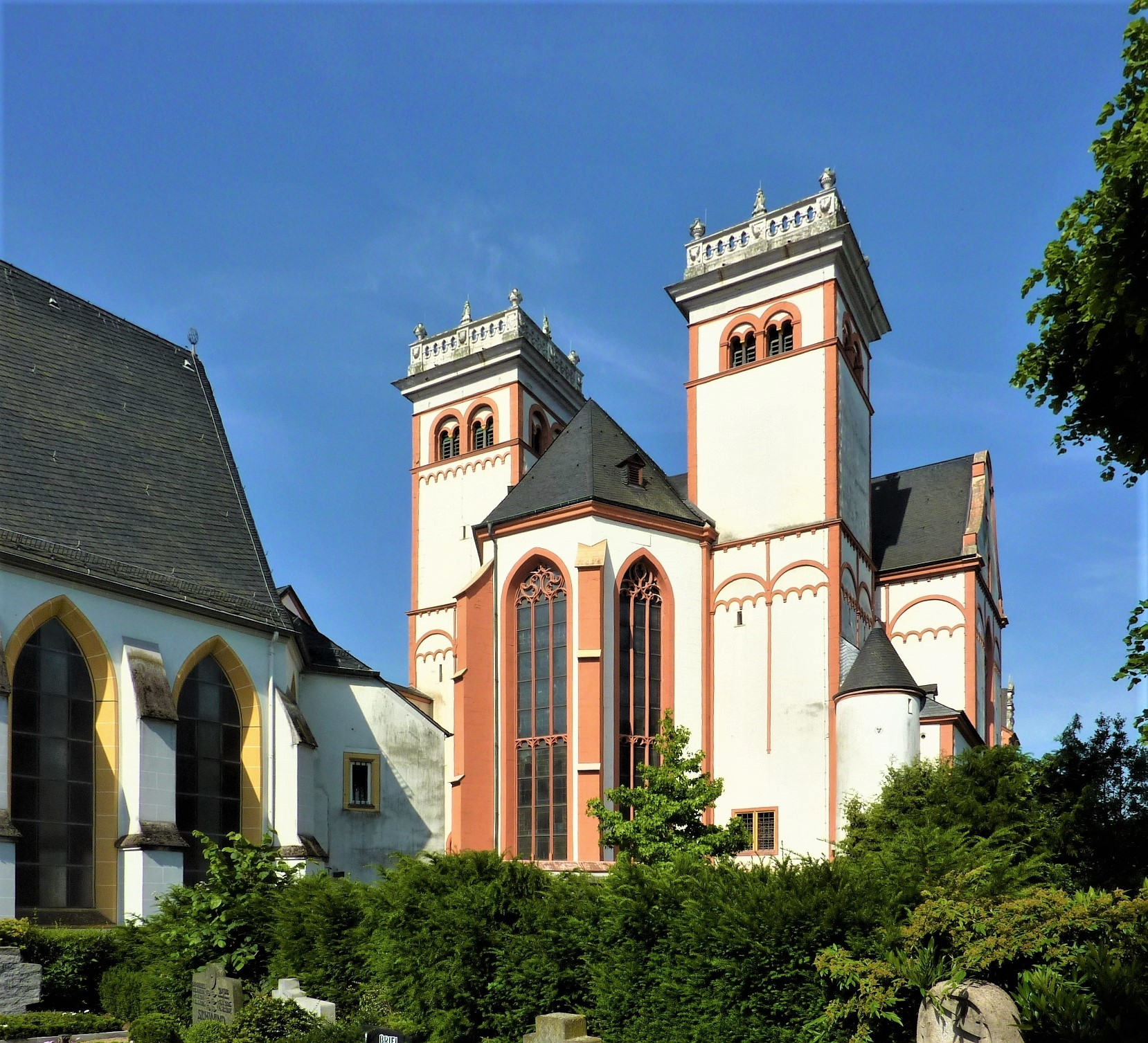
Absyda bazyliki
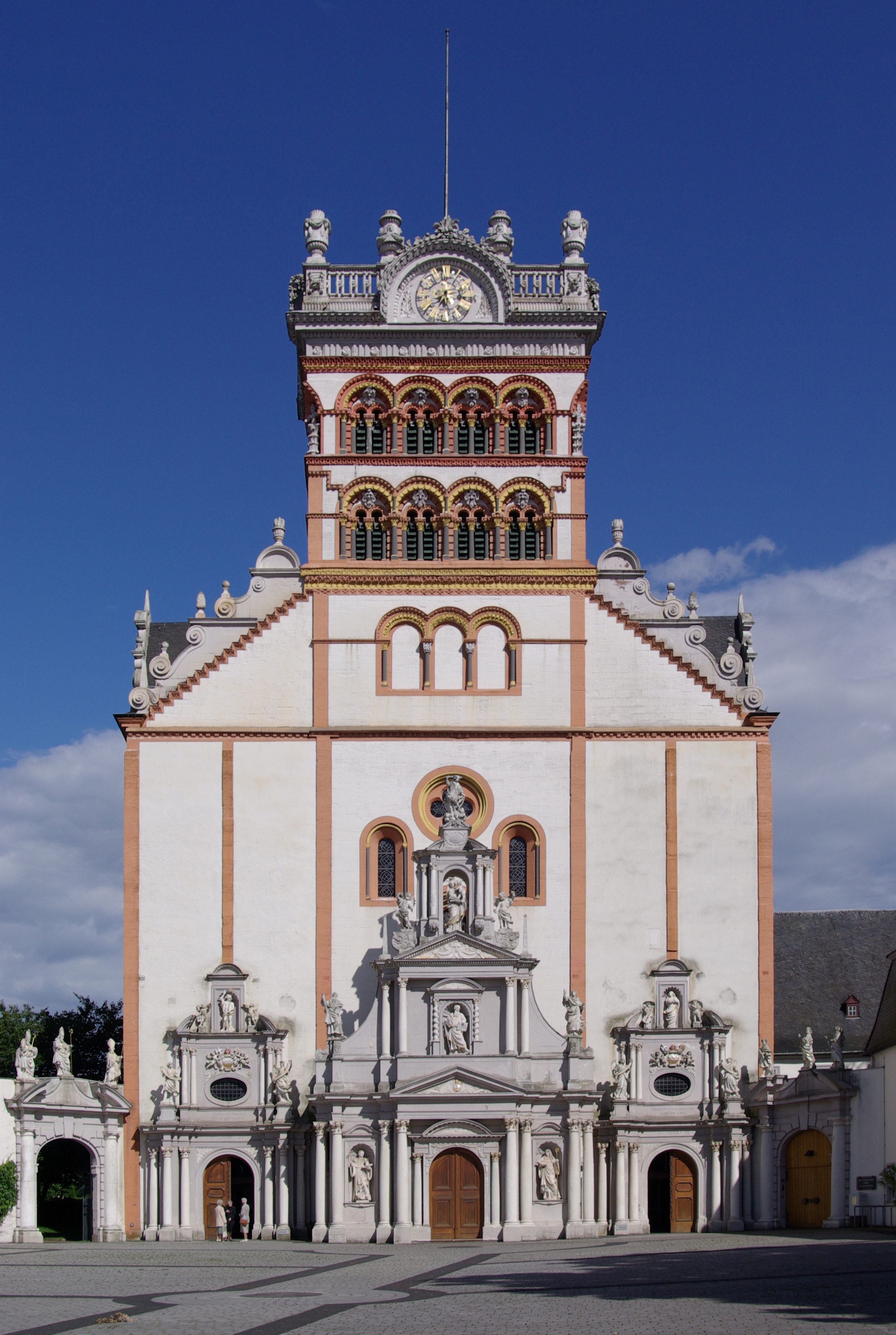
Fasada bazyliki
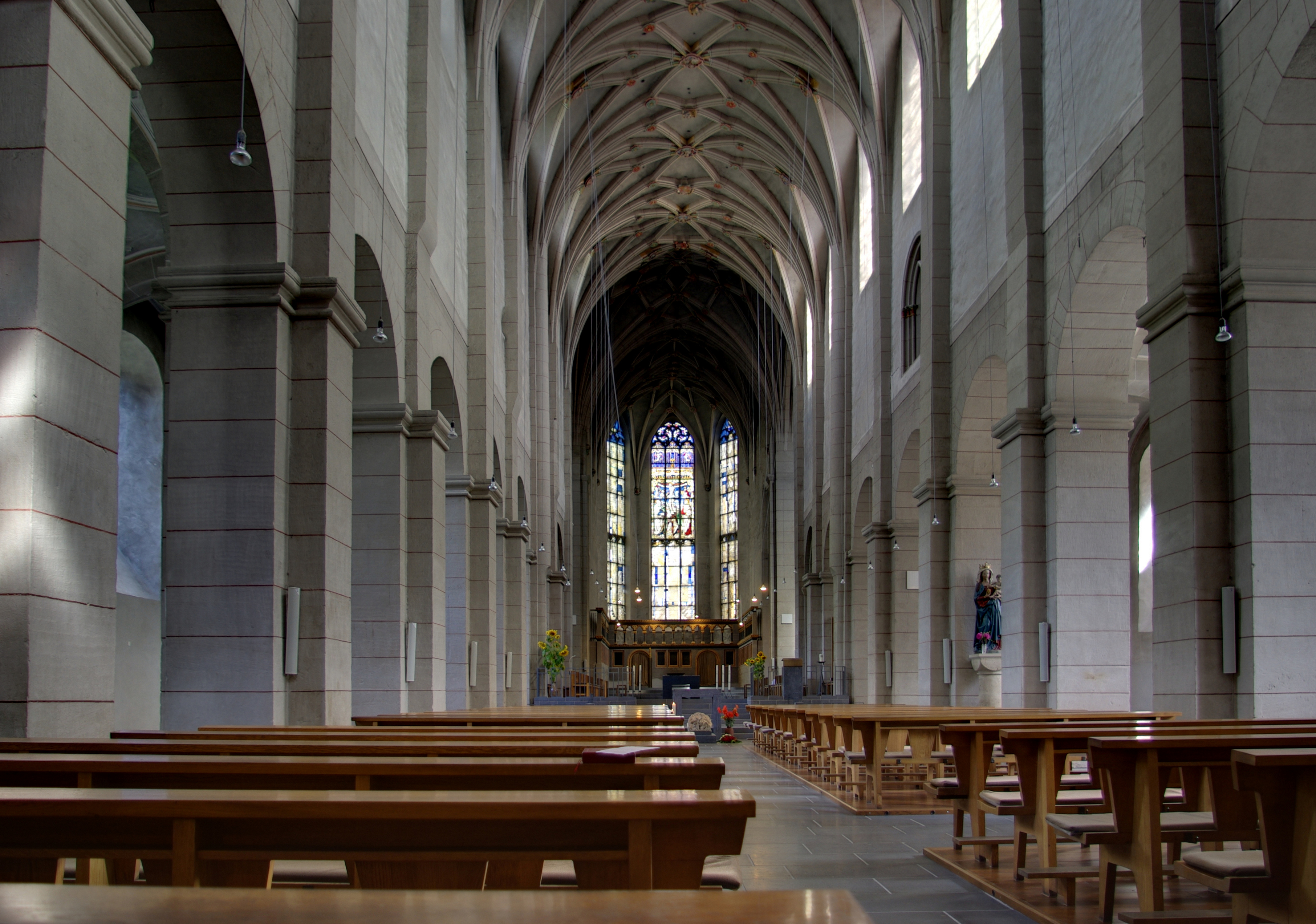
Wnętrze
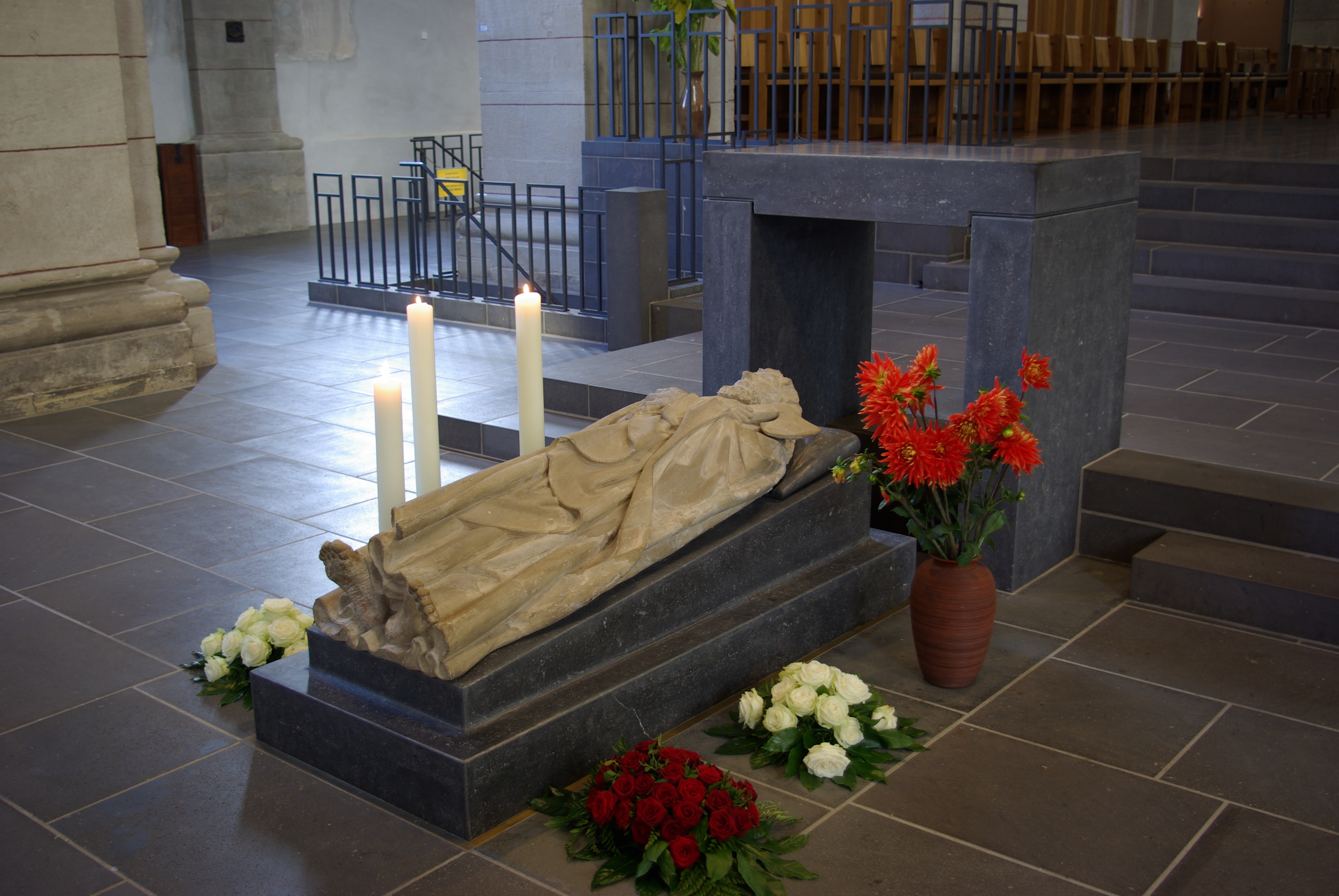
Relikwiarz św. Macieja Apostoła
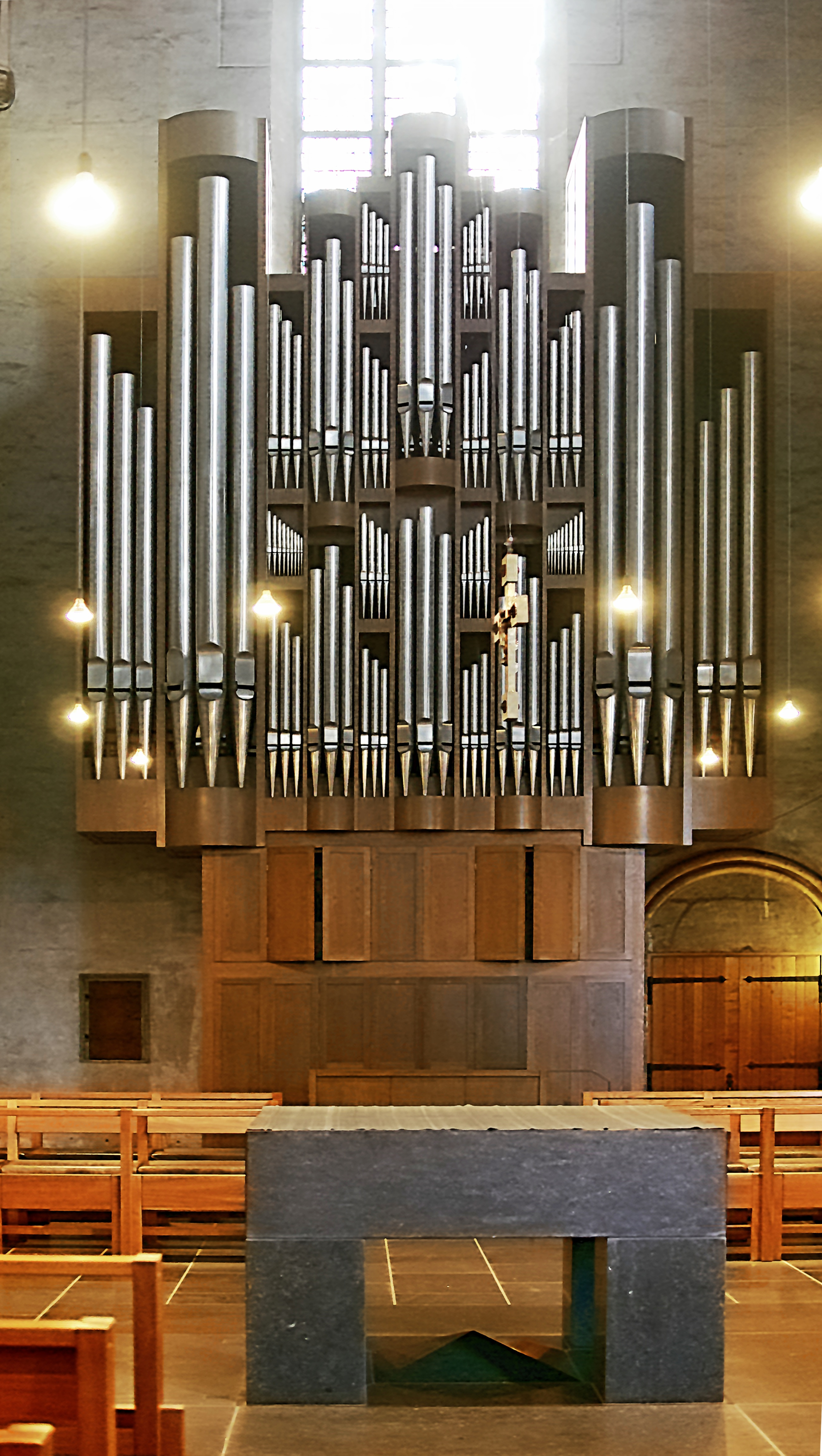
Organy
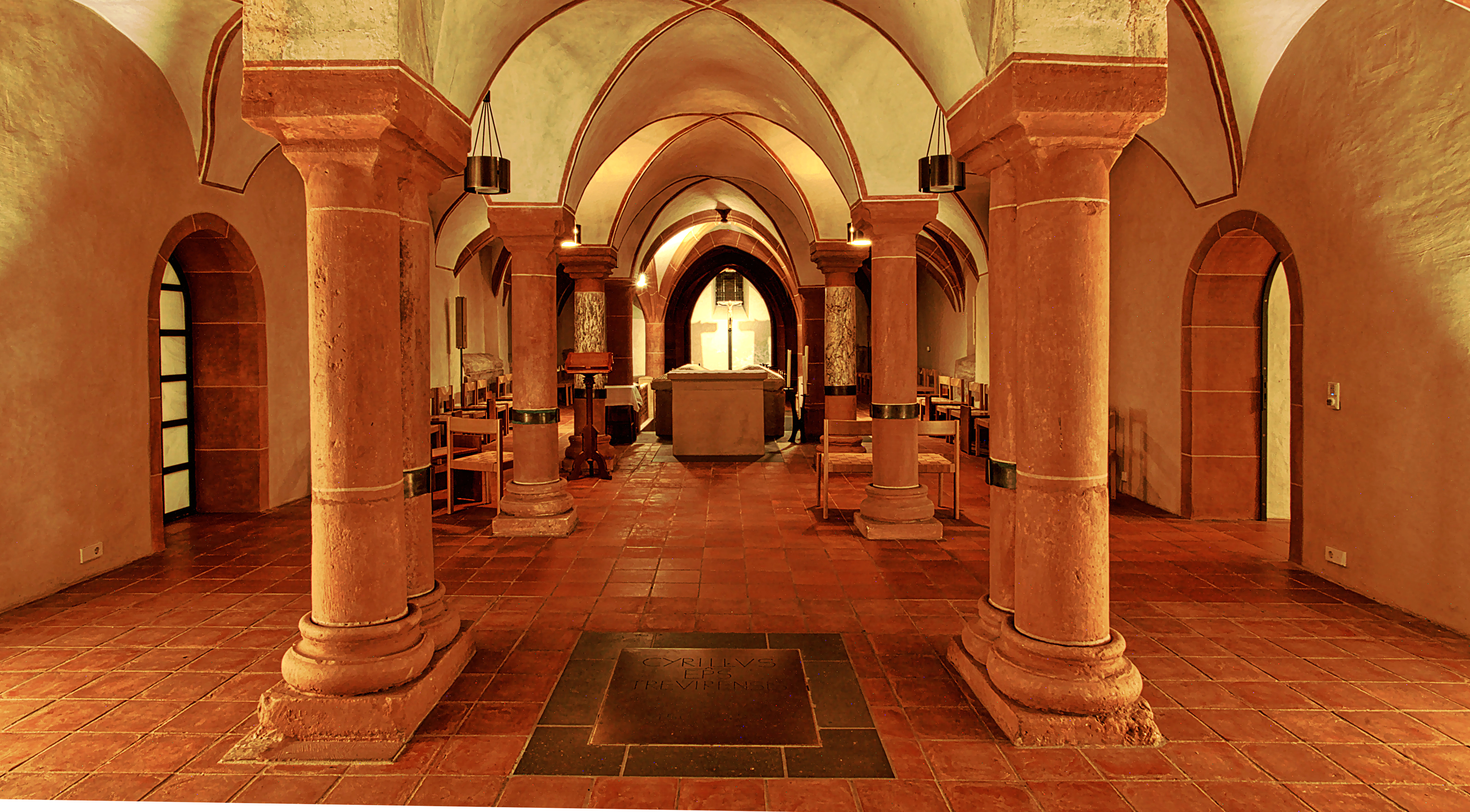
Krypta
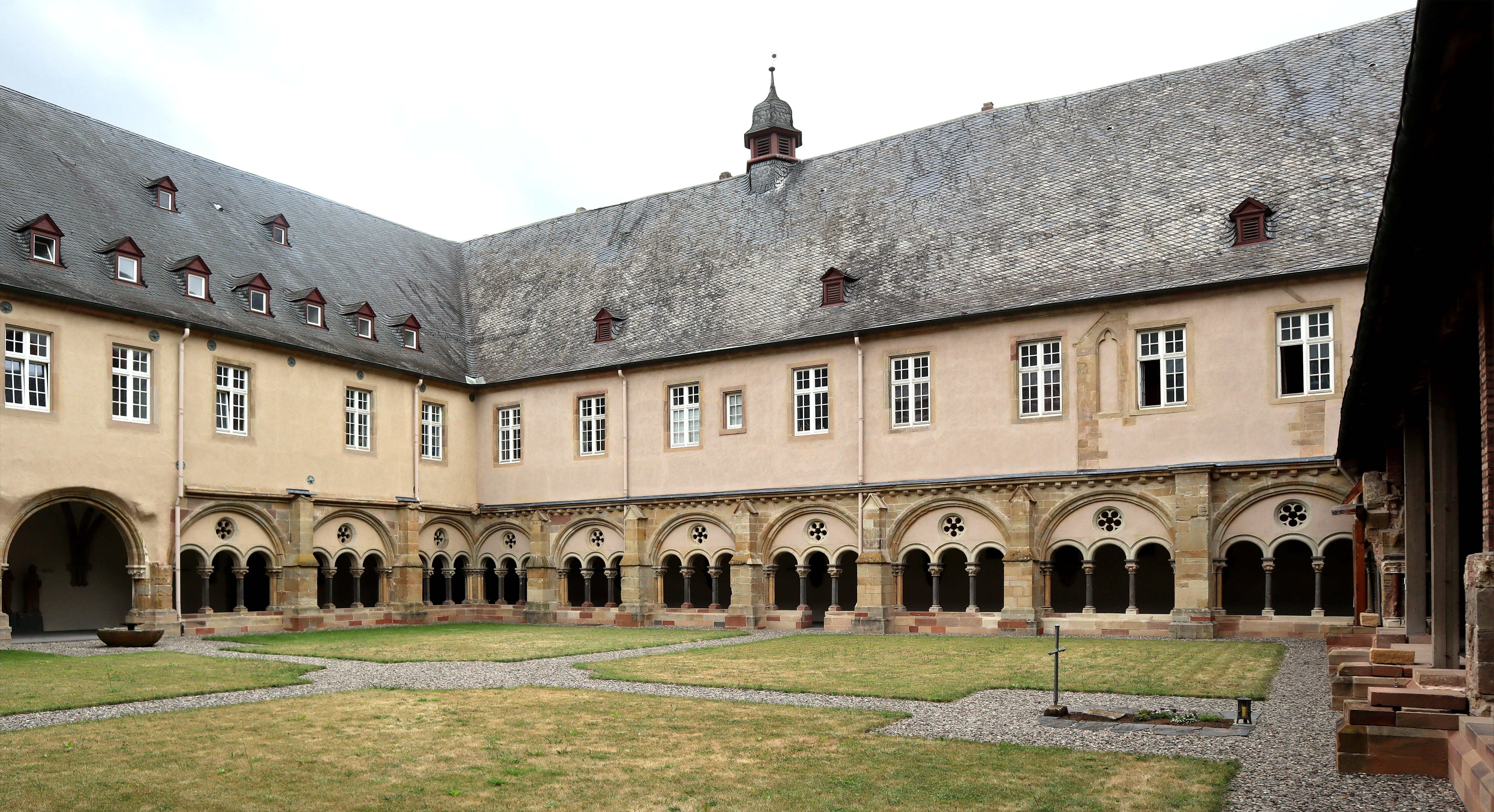
Dziedziniec i krużganki
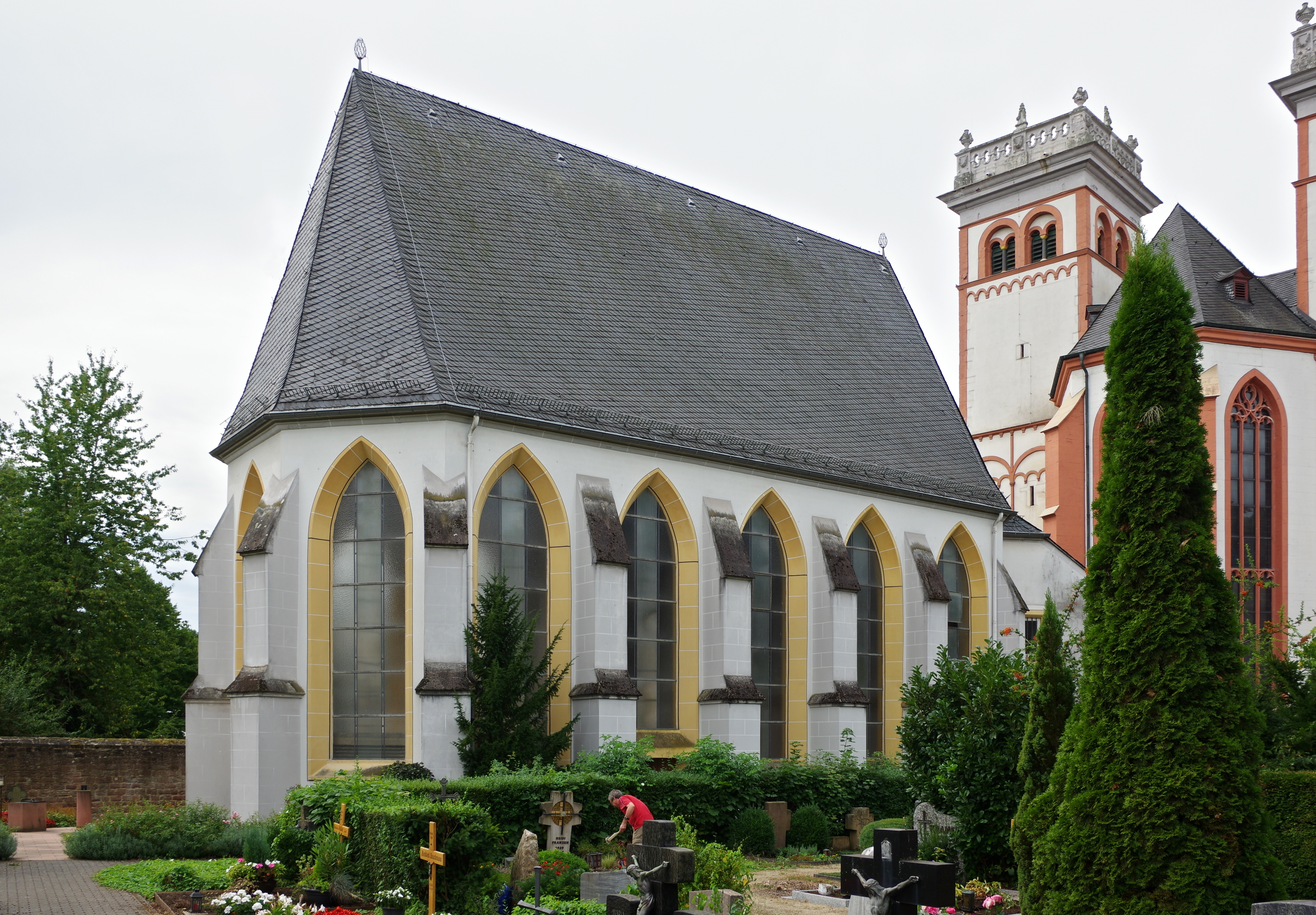
Kaplica Mariacka
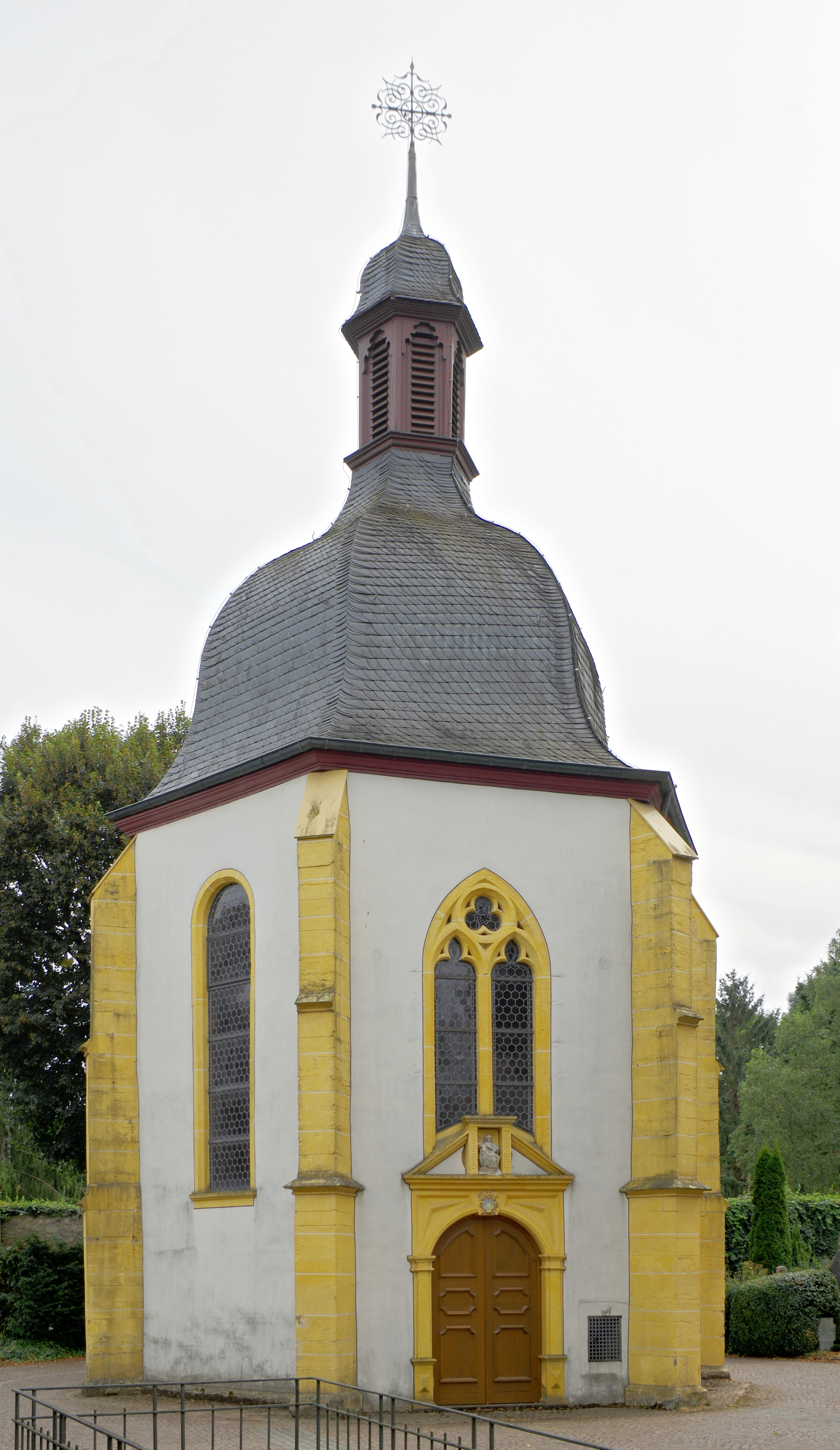
Kaplica św. Kwiryna